# Al Oerter
Alfred Adolf "Al" Oerter, Jr. (født 19. september 1936 i New York City, død 1. oktober 2007 i Fort Myers, Florida) var en amerikansk atlet og fire gange guldmedaljevinder i diskoskast ved de olympiske lege.

## Atletikkarriere
Al Oerter begyndte at kaste diskoskast, da han som 15-årig samlede en diskos op, der landede nær ham, og kastede den tilbage forbi kasterne. Han fik derpå et stipendium til University of Kansas, og han udviklede sig til en stor mand (193 cm og ca. 125 kg), hvilket er vigtigt i skabelsen af en god kaster.
Han blev første gang udtaget til OL 1956 i Melbourne, hvor han som 20-årig ikke tilhørte favoritfeltet, men han kastede 51,19 m i kvalifikationsrunden, hvilket var bedst af alle. I finalerunden indledte hans landsmand, Fortune Gordien, med at kaste 54,75 m, men Oerter, som kastede efter ham, sendte diskossen ud på 56,36 m, hvilket var personlig rekord for ham og ny olympisk rekord. Ingen kast kom i nærheden i resten af konkurrencen, så Oerter vandt sin første OL-guldmedalje, mens Gordien forbedrede sig en smule og vandt sølv med 54,81 m og Des Koch fuldendte den amerikanske triumf ved at sikre sig bronze med 54,40 m.
Hans karriere var nær blevet meget kort, i det han året efter var involveret i en bilulykke, der nær havde kostet ham livet. Han kom sig imidlertid igen og blev klar til OL 1960 i Rom. Her deltog også holdkammeraten Rink Babka, der på det tidspunkt var regerende verdensrekordholder, og kampen om guldet forventedes at skulle stå mellem disse to. De to var i hver deres indledende gruppe, som de vandt. I finalen lå Babka i spidsen efter de første fire kast med 58,02 m, inden Oerter i femte forsøg kastede 59,18 m, der var ny olympisk rekord, hvilket Babka ikke kunne svare igen på, hvorpå Oerter kunne modtage sin anden OL-guldmedalje, mens Babka fik sølv og en tredje amerikaner, Dick Cockran, fik bronze med 57,16 m.
I starten af 1960'erne fortsatte Oerters succes, og han satte første gang verdensrekord i 1962 med 61,10 m, og han forbedrede denne rekord tre gange mere inden OL 1964 i Tokyo, hvor han derfor var storfavorit. Kort inden legene havde Ludvík Daněk fra Tjekkoslovakiet imidlertid overgået Oerters verdensrekord, og samtidig var han ramt af skader og måtte gennemføre konkurrencen under store smerter. Alligevel vandt han kvalifikationsrunden med ny olympisk rekord på 60,54 m foran Daněk. I finalen lagde tjekkoslovakken sig i spidsen med 59,73 m, som han senere forbedrede til 60,52 m, men i femte forsøg satte Oerter alt ind på at blive bedste og kastede 61,00 m, hvilket igen forbedrede den olympiske rekord. Han undlod på grund af smerter at kaste en sidste gang, men ingen af konkurrenterne gjorde det bedre, så Oerter hentede dermed sin tredje OL-guldmedalje, mens Daněk fik sølv og amerikanske Dave Weill fik bronze med 59,49 m.
Op til OL 1968 i Mexico City, hvor Oerter efterhånden var blevet 32 år og truet af nye talenter, ikke mindst holdkammeraten Jay Silvester, der havde vist en række meget lange kast og blandt andet sat flere verdensrekorder. Silvester sejrede da også i kvalifikationsrunden med 63,34 m (ny olympisk rekord), mens Oerter måtte nøjes med sjettepladsen. I finalen kunne han dog bruge sin erfaring fra tre tidligere OL-konkurrencer, og i tredje kast vandt han den olympiske rekord rekord tilbage med 64,78 m. Ingen af konkurrenterne kunne hamle op med det, og derfor vandt han endnu en guldmedalje, mens østtyske Lothar Milde fik sølv med 63,08 m og Daněk bronze med 62,92 m. Dermed opnåede Oerter som den første atletikudøver nogensinde at vinde guld ved fire på hinanden følgende olympiske lege. Samtidig viste han en meget stærk konkurrencementalitet, og alle hans fire OL-guldmedaljer blev opnået ved at sætte personlig rekord. I alle fire tilfælde havde han ikke verdensrekorden ved konkurrencens start, men formåede alligevel at præstere, når der var behov for det. Ved OL 1968 var han amerikansk flagbærer ved afslutningsceremonien.
Han indstillede egentlig sin aktive karriere i 1969, men forsøgte nogle år senere at kvalificere sig til OL 1980 i Moskva, men på trods af at han satte personlig rekord på 67,46 m, og at han klarede sig godt i den amerikanske kvalifikationskonkurrence, måtte han som 43-årig indse, at tre andre atleter var endnu bedre. I forbindelse med optagelserne til et tv-program præsterede han et kast, der uofficielt blev opmålt til 74,67 m, hvilket ville have været en nuværende verdensrekord.[kilde mangler]
Med sine store præstationer var Oerter selvskrevet som ambassadør for de olympiske lege, og han bar det olympiske flag ved åbningen af både vinter-OL 1980 i Lake Placid og af sommer-OL 1984 i Los Angeles, og ved sommer-OL 1996 i Atlanta bar han den olympiske ild ind på stadion.

## Øvrige karriere
Oerter arbejdede som computerspecialist for et flyfirma i 26 år. Derudover var han også foredragsholder. Ved siden af sit arbejde indledte han (efter afslutningen af sin idrætskarriere) en kunstnerisk karriere som maler og udstillede blandt andet nogle værker i forbindelse med OL 1984. Han var også med til at organisere en udstilling med værker af andre olympiske veteraner, der nu kan beses i Fort Myers i Florida.[kilde mangler]
I starten af 2000'erne blev han ramt af sygdom, og han led af hjerteproblemer, som endte med at koste ham livet i 2007.

## Udmærkelser
Oerter modtog flere udmærkelser og hædersbevisninger gennem sin karriere samt efter sin død. Han blev i 1978 tildelt den Olympiske Orden i bronze. I 2012 blev han optaget i atletikkens Hall of Fame. I 2009 blev et idrætscenter opkaldt efter ham i New York, Al Oerter Recreation Center.
I 2006 blev der i New York City afholdt en gallafejring af ham af hans gamle klub, New York Athletic Club i anledning af hans 70 årsfødselsdag; han deltog i denne fejring.